# Сірий чавун

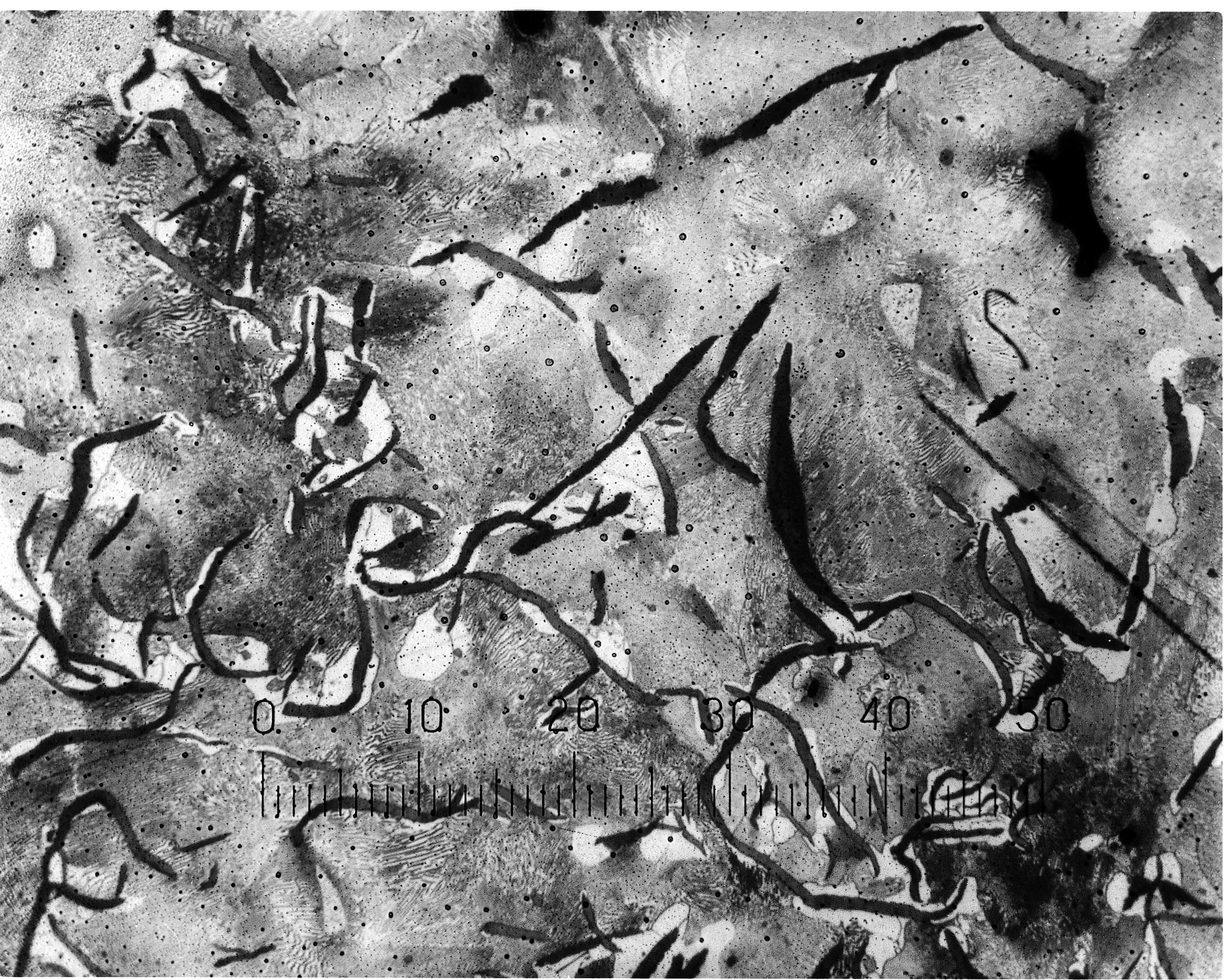

Сі́рий чаву́н — вид чавуну (сплав заліза з вуглецем), що не містить ледебуриту, в ньому весь вуглець (або частина його) знаходиться в вигляді графіту. Назву отримав завдяки сірому кольору поверхні зламу.
Належить поряд з білим чавуном, до основних видів чавуну. Містить, крім заліза і вуглецю (2,5…4,5 %), кремній (0,8…4,5 %), марганець (0,1…1,2 %), фосфор (0,02…0,3 %) і сірку (0,02…0,15 %). Границя міцності сірих чавунів при розтягу — 100…350 МПа, стиску — 450…1400 МПа, твердість за Брінеллем — 143…289 HB.
Сірий чавун характеризується низьким опором відриву, майже повною відсутністю відносного подовження (до 0,5 %), досить низькою ударною в'язкістю. Тому чим дрібнішими є графітові пластини і чим більше вони ізольовані одна від одної, тим вищі міцнісні властивості чавунів при одній і тій же металевій основі. Така структура отримується модифікуванням, тобто введенням в рідкий сплав невеликих кількостей речовин, званих модифікаторами (феросиліцій, силікокальцій).

## Отримання
Графіт в сірому чавуні має пластинчасту форму. Великий вплив на процес графітизації робить хімічний склад чавуну. Елементами, що сприяють графітизації, є Si, Ni, Cu тощо. Практично найбільш важливими елементами, що завжди входять до складу чавунів, є кремній і марганець. Змінюючи в чавуні вміст кремнію при сталому вмісту марганцю, отримують різну кількість вуглецю у вільному вигляді, тобто різний ступінь графітизації.
Фактором, що зумовлюють отримання сірого чавуну при кристалізації, тобто сприяє графітизації — виділення вуглецю в рівноважному стані, є перш за все мала швидкість охолодження. Зменшення з тієї чи іншої причини швидкості охолодження (зміна матеріалу форми, збільшення товщини стінки виливка) сприяє більшому ступеню графітизації, тобто виділення більшої частини вуглецю у формі графіту. Ступінь графітизації визначає структуру металевої основи сірого чавуну. В залежності від того, яка частина вуглецю міститься в чавуні у зв'язаному стані, розрізняють чавуни з феритної, феррито-перлітною і перлітною основами.

## Види та маркування
В залежності від форми графітових включень сірі чавуни поділяються на:
- Сірі чавуни з пластинчастим графітом[1] і позначаються:
  - феритні і ферито-перлітні — СЧ10, СЧ15, СЧ18. Цифра в марці чавуну показує границю міцності на розрив в МПа×10−1 (кгс/мм²). Наприклад: для СЧ10 границя міцності — 10кг/мм² (100МПа);
  - перлітні — СЧ20, СЧ21, СЧ24, СЧ25, СЧ30, СЧ35.
- Антифрикційні чавуни[2] і позначаються АЧС-1, АЧС-2, АЧС-3 тощо. Позначення: АЧ — антифрикційний чавун, С — сірий, цифра — порядковий номер марки.
- Сірі чавуни з вермикулярним графітом[3] і позначається ЧВГ 30, ЧВГ 35, ЧВГ 40, ЧВГ 45. Позначення: Ч — чавун, ВГ  — форма графіту (вермикулярний). Цифра в марці чавуну показує границю міцності на розрив в МПа×10−1 (кгс/мм²). Ці марки чавуну можуть мати в структурі крім графіту вермикулярної форми не більше 40 % кулястого графіту. Часто цей вид чавуну розглядають окремо, поряд з ковкими і високоміцними чавунами.

За ступенем легування чавуни поділяють на прості і низьколеговані (до 2,5 % легуючих елементів), середньолеговані (2,5…10 % легуючих елементів) і високолеговані (понад 10 % легуючих елементів). Найчастіше використовують прості і низьколеговані сірі ливарні чавуни.

## Використання
Чавун набув поширення як конструкційний матеріал у машинобудівній, металургійній та інших галузях промисловості в зв'язку з перевагами перед іншими матеріалами, серед яких в першу чергу слід згадати наступні: невисока вартість, добрі ливарні властивості. Вироби, виготовлені з нього, мають досить високу міцність і зносостійкість при роботі в умовах тертя і характеризуються меншою, ніж сталь, чутливістю до концентраторів механічних напружень. Поряд з перерахованими перевагами вироби із сірого ливарного чавуну добре обробляються різальним інструментом. Чавун дешевший за сталь, активно поглинає механічні коливання, вібрації і тому широко використовується для виготовлення станин верстатів, пресів та іншого машинобудівного обладнання, блоків циліндрів двигунів внутрішнього згоряння.